# Zofia Jerzmanowska
Zofia Jerzmanowska (ur. 3 października 1906 w Warszawie, zm. 8 listopada 1999 w Łodzi) – polska chemiczka i farmaceutka, profesor zwyczajny Akademii Medycznej w Łodzi. Profesor Uniwersytetu Łódzkiego (1947–1950) i Akademii Medycznej w Łodzi (1950–1977).

## Życiorys
Urodzona w Warszawie jako córka Kazimierza. Tam też zdała maturę (1924) i rozpoczęła studia na wydziale chemicznym Politechniki Warszawskiej. Pracę dyplomową obroniła w 1929 otrzymując tytuł inżyniera chemika. Naukę kontynuowała na Wydziale Farmaceutycznym Uniwersytetu Warszawskiego. Równocześnie pracowała jako asystentka w Katedrze Chemii Organicznej Politechniki Warszawskiej. Po ukończeniu drugiego kierunku studiów i uzyskaniu tytułu magistra farmacji (1931), rozpoczęła pracę we Lwowie, na wydziale matematyczno-przyrodniczym tamtejszego uniwersytetu. Tam też napisała i obroniła doktorat w zakresie chemii (praca: O pewnych przemianach kwasu etylenoczterokarboksylowego). Od 1935 zajęła się fitochemią (badaniem związków występujących w świecie roślinnym), była to wówczas zupełnie nowa dziedzina chemii. W 1938 odbyła 8-miesięczny staż w tej dziedzinie na Uniwersytecie Wiedeńskim. Habilitowała się 22 lipca 1938 (praca: O hyperynie glikozydzie dziurawca) zostając docentem chemii organicznej na Wydziale Matematyczno-Przyrodniczym Uniwersytetu Jana Kochanowskiego w Kielcach. Później kontynuowała pracę w Politechnice Warszawskiej. Podczas II wojny światowej brała udział w tajnym nauczaniu ucząc chemii organicznej. W trakcie powstania warszawskiego trafiła do obozu Dulag 121  Pruszków, a stamtąd do obozu pracy w Neckartenzlingen. Od 1945 zamieszkała w Łodzi, gdzie 1 grudnia 1945 została najpierw profesorem kontraktowym, a wkrótce potem profesorem nadzwyczajnym chemii organicznej w Katedrze Chemii Organicznej Wydziału Farmacji Uniwersytetu Łódzkiego. W Akademii Medycznej w Łodzi pełniła funkcje prodziekana i prorektora (1962–1969).

## Praca naukowa
Głównymi polami badawczymi Zofii Jerzmanowskiej była chemia organiczna i fitochemia. Prowadziła badania fitochemiczne poświęcone m.in. strukturze flawonów (żółtych barwników) wyodrębnionych z roślin krajowych oraz nowym przemianom chemicznym w układzie chromonu (barwnika czerwonego lub pomarańczowego). Twórczyni leku miejscowo znieczulającego, chlorowodorku estru dietyloaminoetylowego kwasu acetylosalicylowego (nazwa handlowa Edan, znaczenie wyłącznie historyczne).

## Niektóre publikacje[5]
- Analiza jakościowa związków organicznych (1951),
- Preparatyka organicznych związków chemicznych (1953),
- Substancje roślinne – metody wyodrębniania (t. 1–2, 1967–1970).

## Odznaczenie
- Krzyż Kawalerski Orderu Odrodzenia Polski (1954)[6]
- odznaka „Za wzorową pracę w służbie zdrowia” (1955)[7]
- Medal 10-lecia Polski Ludowej (1955)[8]